# Aurelius Marie
Aurelius John Lamothe Marie (* 23. Dezember 1904 in Portsmouth, Vereinigtes Königreich; † 28. September 1995) war ein dominicanischer Politiker und Jurist und der zweite Präsident von Dominica 1980 bis 1983.

## Leben
Marie war Magistrat und Jurist. Am 25. Februar 1980, nach der turbulenten Zeit der Verfassungskrise wählte das House of Assembly Marie als Präsident. Marie leistete seinen Amtseid vor Cecil Hewlett und war bis 1983 im Amt. In seiner Amtszeit dienten Oliver Seraphin und Eugenia Charles Premierminister.